# Рио Ескондидо, Ла Асијендита (Руиз)
Рио Ескондидо, Ла Асијендита (шп. Río Escondido, La Haciendita) насеље је у Мексику у савезној држави Најарит у општини Руиз. Насеље се налази на надморској висини од 40 м.

## Становништво
Према подацима из 2005. године у насељу је живело 6 становника.

### Хронологија
| Година       | 2000 | 2005 |
| ------------ | ---- | ---- |
| Становништво | 5    | 6    |

### Попис
| # | Индикатор                        | Вредност |
| - | -------------------------------- | -------- |
| 1 | Укупно појединачних домаћинстава | 1        |